# NOx吸蔵還元触媒
NOx吸蔵還元触媒（NOxきゅうぞうかんげんしょくばい）とは、排気ガス中のNOxを一時的に吸蔵し、後に還元（N2化）する触媒である。

## 概要
排気中のNOxを一旦吸蔵し、理論空燃比（ストイキ）時やリッチ燃焼時に還元する。
排気が絶えず酸素過剰の状態となるディーゼルエンジンや、同様に酸素過剰となるガソリン直噴エンジンの成層燃焼時には三元触媒の効果が出ないため、これらのエンジンでNOxを還元処理する為に開発された。実用化当初、還元には燃費の悪化を招くリッチ燃焼が不可欠であったが、その後、2層式が開発されており、ストイキ時にも還元効果が得られるようになっている。

NOxと還元剤になる物質を吸蔵して浄化効率を向上させた2層式のNOx吸蔵還元触媒は、ホンダと日産が開発している。
NOx浄化時にPMも同時に浄化するDPNRと呼ばれる方式がトヨタのディーゼル車で2003年（平成15年）から実用化されている。